# Birago-Alfieri
La famiglia Birago-Alfieri è stato un casato nobiliare originario di Milano. La sua origine risale alla fine del XVIII secolo quando nel 1793 gli Alfieri di Magliano si estinsero ed i loro beni vennero divisi in due blocchi: il primo, comprendente Magliano, passò al ramo degli Alfieri di Sostegno, che espressero personalità di primo piano durante il Risorgimento; il secondo, comprendente Castagnole delle Lanze, passò nel quattro anni più tardi ai conti Birago di Borgaro Torinese che presero così il nome di Birago-Alfieri. 
Questi ultimi conservarono a Castagnole i possedimenti degli Alfieri (famiglia), tra cui la grandiosa tenuta di Capitto e il palazzo prospiciente l’attuale casa municipale, che nel 1862 passò alla famiglia Auberti con il banco feudale che i Birago-Alfieri possedevano nella chiesa parrocchiale. 
L’ultimo discendente in linea maschile dei conti Birago-Alfieri decedeva nel 1911 a Borgaro Torinese.

## Dimora
A Castagnole delle Lanze, nel centro storico, sorge un fabbricato di struttura medievale che fu utilizzato come dimora e come tribunale da Catalano Alfieri. Dopo la sua morte, il feudo di Castagnole passò alla nobile famiglia dei Conti Birago-Alfieri. Essi conservarono i loro possedimenti fino al 1861-62.
Il Palazzo dei conti Birago-Alfieri è stato restaurato nei primi decenni degli anni Duemila: particolare attenzione è stata data al restauro dei portali e del cornicione, elemento che caratterizza tutto l'intero complesso.